# East Ryde
East Ryde ist ein Vorort von Sydney in Australien. Er gehört zu den nördlichen Vororten und liegt 12 km nordwestlich des Stadtzentrums von Sydney. Er gehört zur Local Government Area Ryde City. East Ryde liegt am Westufer des Lane Cove River. Zusammen mit dem angrenzenden Stadtteil North Ryde hat es die Postleitzahl 2113.

## Ortsbild
East Ryde ist ein relativ kleiner, ruhiger Vorort, der auf drei Seiten von Buschland und Wasser umschlossen ist. Der größte Teil des Vorortes liegt auf einem großen Hügel. Die Ortsteile am Ufer des Lane Cove River liegen oberhalb der Mangrovensümpfe und sind durch große, moderne Wohnhäuser (hauptsächlich an der Pittwater Road) gekennzeichnet.

## Geschichte
Das gesamte Gebiet war einst ein Terpentinkiefern- und Ironbark-Eukalyptuswald. Ende der 1950er-Jahre wurde es als Mülldeponie der Gemeinde genutzt, dann aber verfüllt, eingeebnet und zum neuen Ortsteil entwickelt. Ursprünglich hieß er North Ryde Dress Circle Estate und gehörte zu North Ryde. Dann aber wurde er zum eigenen Vorort East Ryde.
Im Juli 2006 versuchte eine Reihe von Einwohnern ohne Erfolg, den Ortsnamen erneut zu ändern, um die Grundstückspreise zu steigen zu lassen. Vorschläge waren Melba, Dress Circle, Boronia Heights, Bennelong und Wallumatta. Die Bewegung wurde schließlich auf einer öffentlichen Versammlung gestoppt, bei der sich ca. 75 % der anwesenden Bewohner von East Ryde für die Beibehaltung des Namens aussprachen.

## Great North Walk
In den 1980er-Jahren wurde ein Weitwanderweg von Sydney nach Newcastle geschaffen, der Great North Walk genannt wurde. Der Trail folgt teilweise dem Lane Cove River und durchquert East Ryde zwischen dem Buffalo Creek und dem Magdala Park. Bekannte Sehenswürdigkeiten in der Gegend sind die Mangroven am Buffalo Creek und am Kittys Creek, wo befestigte Wege gebaut wurden, die ein Durchwandern der Mangroven ermöglichen. Im Naturschutzgebiet Buffalo Creek gibt es eine Picknickmöglichkeit.

## Schulen
Die Ryde East Primery School, eine Grundschule, liegt in der Twin Road und hat ca. 350 Schüler.

## Galeriebilder

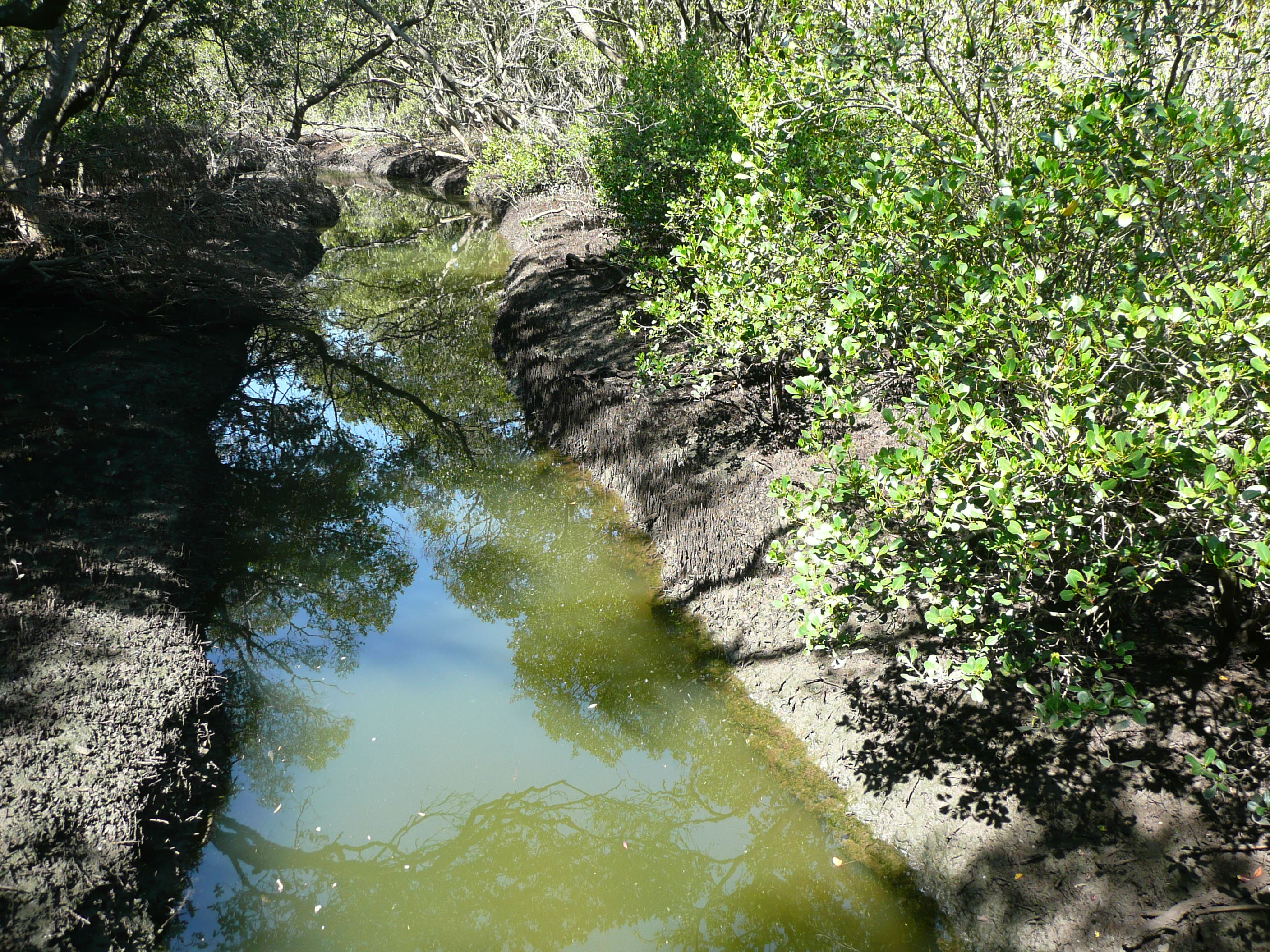
Kittys Creek mit Mangroven
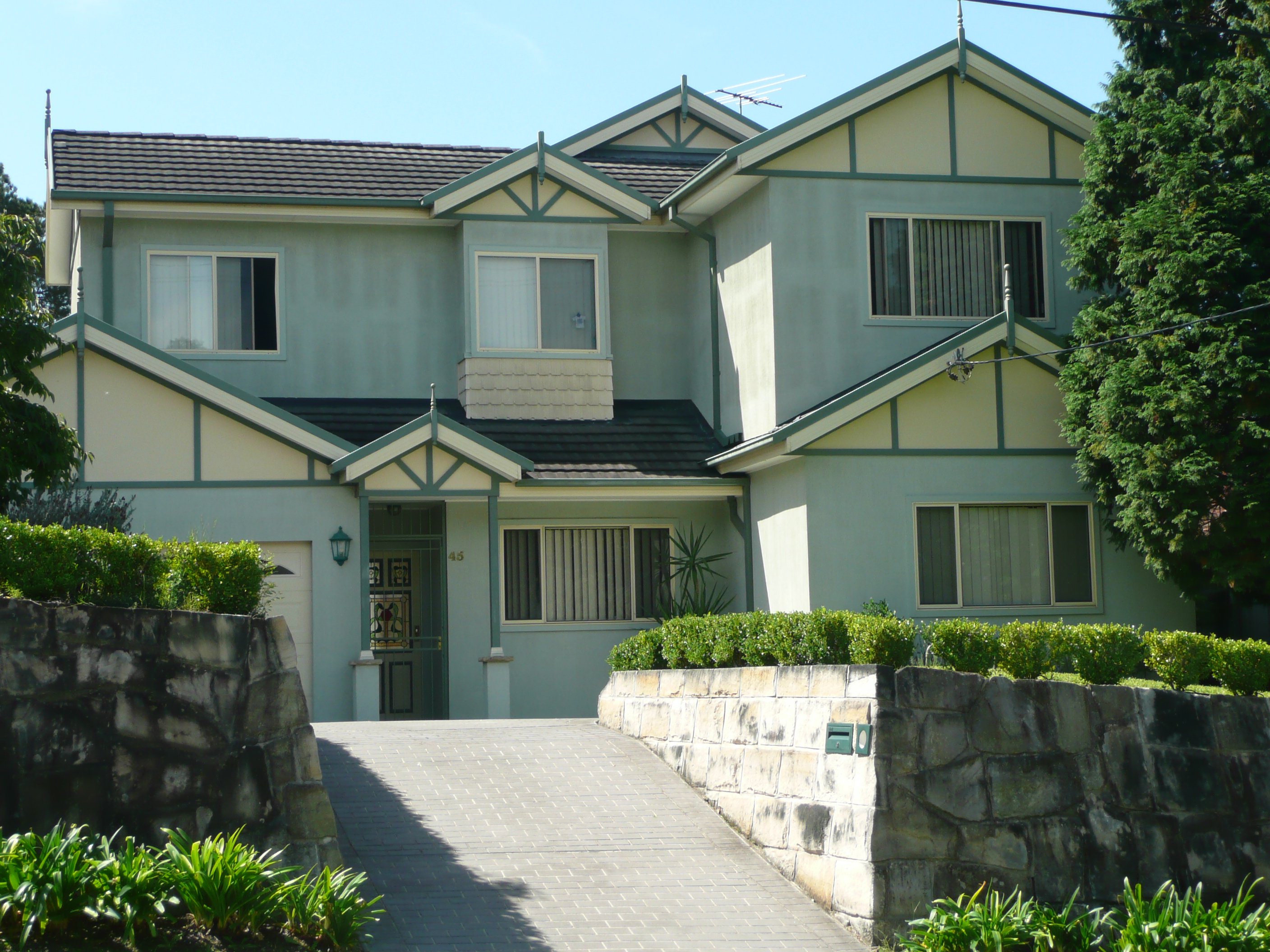
Wohnhaus im kalifornischen Stil in der Coxs Road
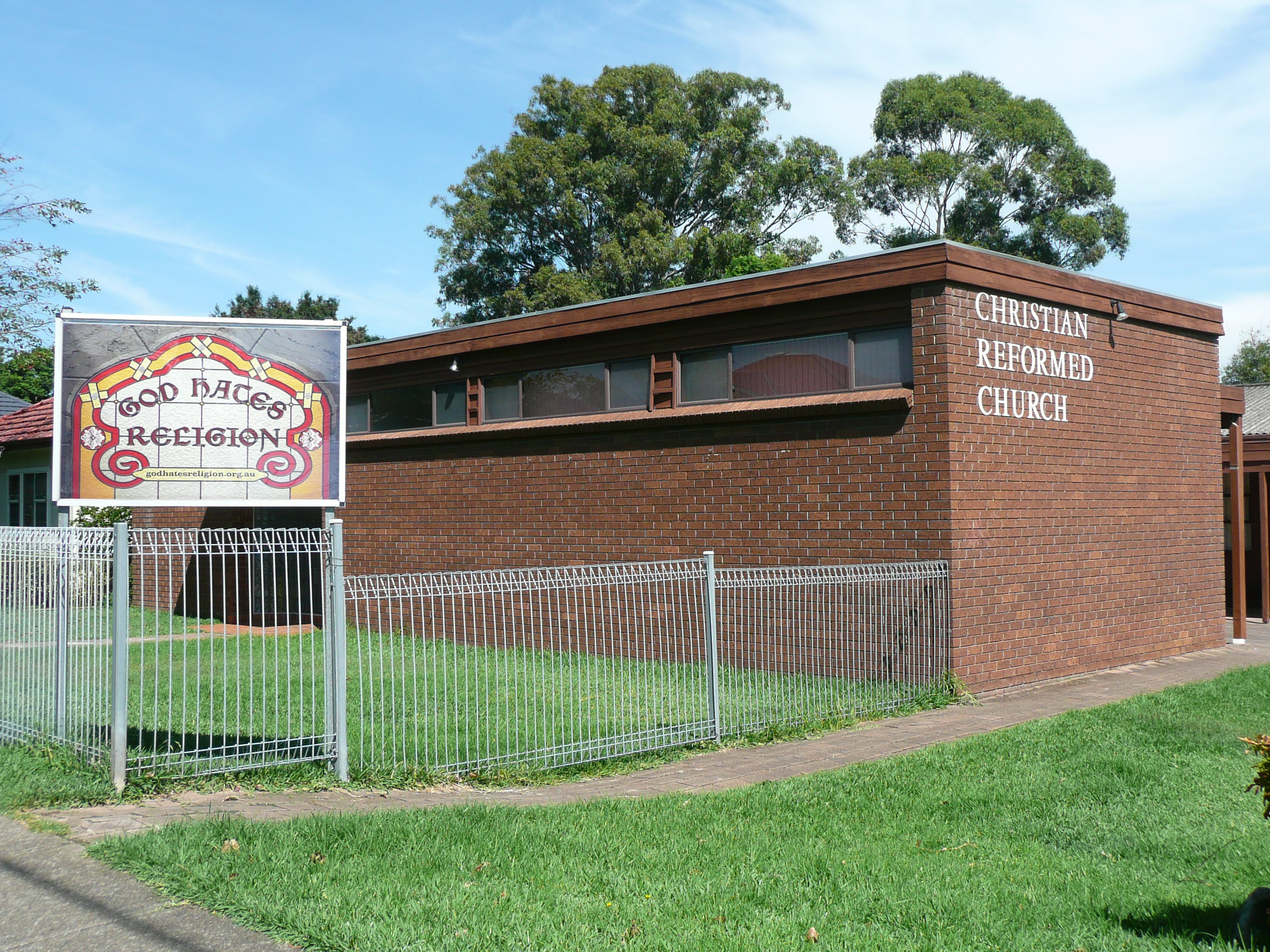
Christian Reformed Church in der Coxs Road
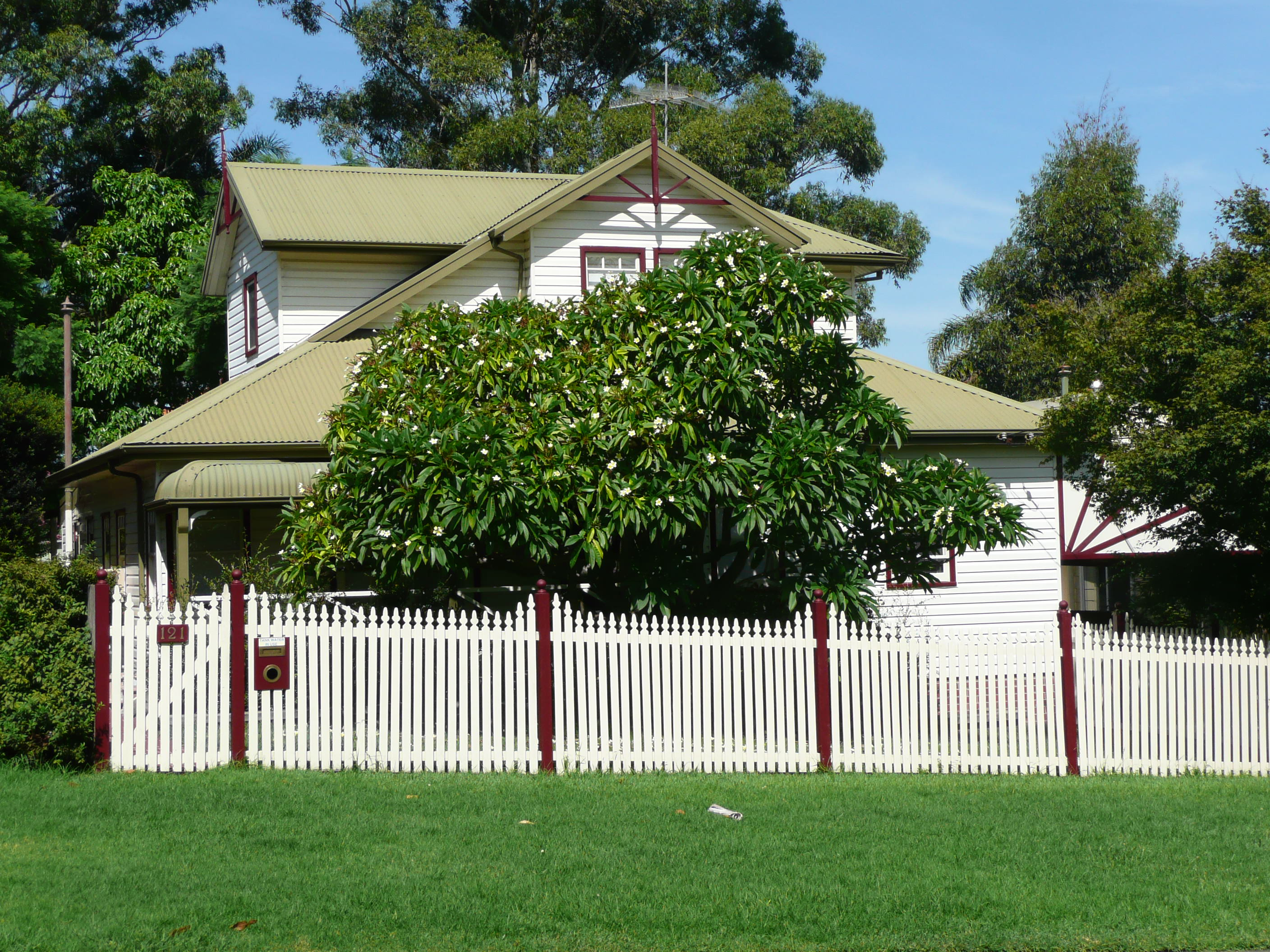
Weatherboard Home in der Cressy Road